# Butlla menor Inter Caetera de 1493

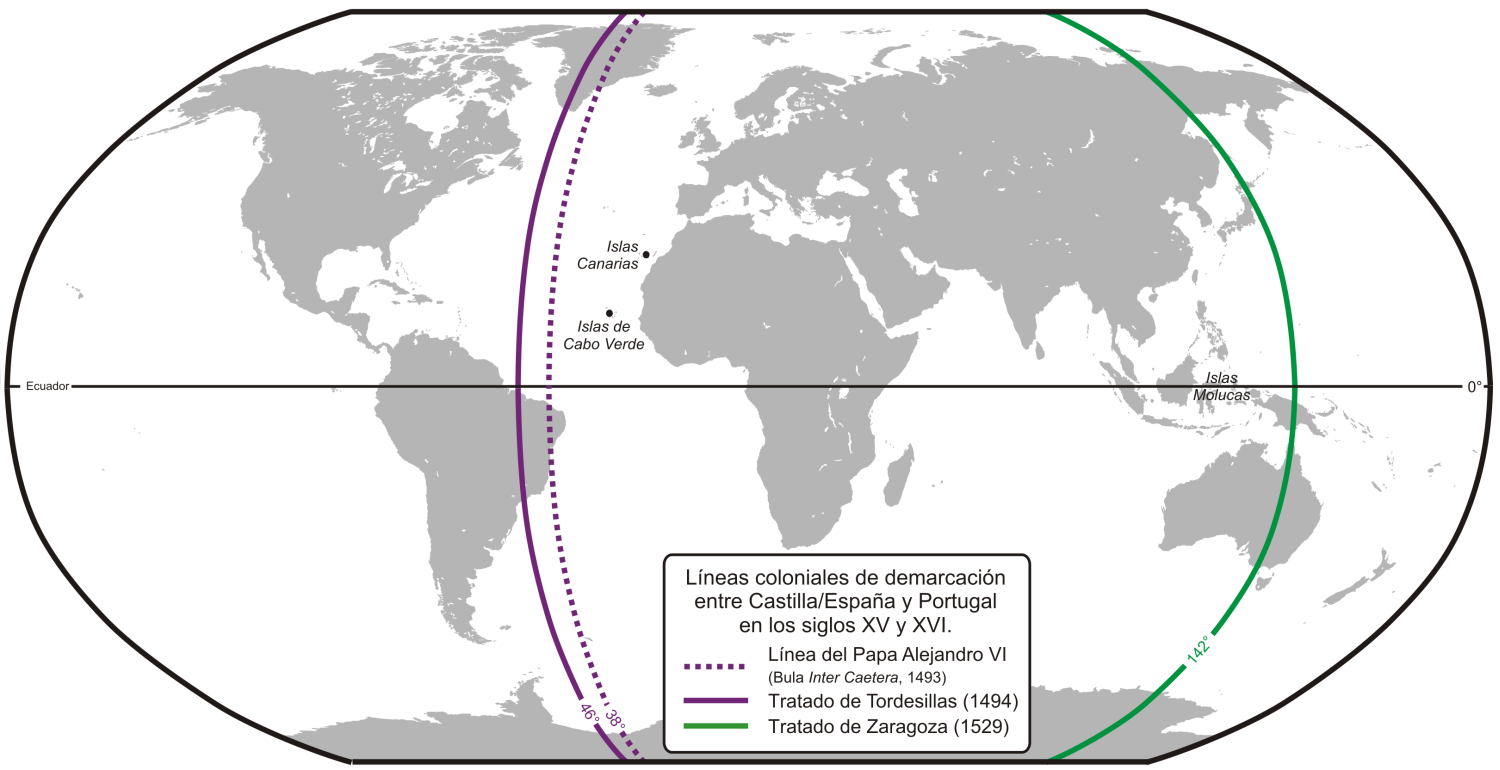
Línies de demarcació entre Castella-Aragó i Portugal els segles XV i XVI, ubicades segons la teoria més estesa.

La butlla menor Inter Caetera va ser atorgada pel papa Alexandre VI el 1493 a favor de Ferran II d'Aragó i Isabel I de Castella, reis de la Corona de Castella i la Corona d'Aragó amb data de 4 de maig de 1493 però es creu que realment va ser redactada més tard, al mes de juny. El seu text coincideix en gran part amb el del Breu Inter Caetera del 3 de maig de 1493, anterior a ella i que probablement va ser considerat insuficient pels Reis Catòlics.
La novetat més important que va introduir aquesta butlla va ser la definició d'un meridià a l'oest del qual totes les terres "trobades i per trobar" pertanyerien al regne de Castella i Lleó. Això va suposar un canvi molt favorable per als Reis Catòlics respecte al Breu Inter Caetera, el qual havia estipulat que pertanyerien a la corona castellana només les terres que fossin descobertes per navegants castellans. Altres afegits menors van ser una referència més clara a terres continentals i unes paraules d'elogi a Colom.
Aquesta butlla no esmenta en cap moment al Regne de Portugal i sols fa referència a la resta dels estats de l'època a l'indicar que quedarien exclosos de la possessió castellana els territoris que ja pertanyen a algun príncep cristià a 25 de desembre de 1492.
El manuscrit original de la butlla promulgada es troba a l'Arxiu General d'Índies de Sevilla.

## Context històric
Entre 1474 i 1479 es van enfrontar per la successió al tron de la Corona de Castella dos bàndols: d'una banda els partidaris de Joana la Beltraneja, filla del difunt rei Enric IV de Castella i casada amb Alfons V de Portugal; l'altre els d'Isabel I de Castella, germanastra d'Enric IV i dona de Ferran II d'Aragó, hereu de la Corona d'Aragó.
El 4 de setembre de 1479 es va segellar la pau entre els regnes ibèrics mitjançant el Tractat d'Alcaçovas. A més d'acordar la fi de la guerra i la renúncia de Joana a la corona castellana, el Tractat va establir un repartiment de l'oceà Atlàntic entre Portugal i Castella. Portugal va obtenir el reconeixement del seu domini sobre Madeira, les Açores, les illes de Cap Verd, Guinea i en general tot el que és trobat i es trobara, conquistés o descobrisquen en els esmentats termes, més enllà que és trobat ocupat o descobert, mentre que els dominis castellans es van veure limitats a les Illes Canàries. Durant els anys següents, Isabel i Ferran (coneguts posteriorment com els Reis Catòlics) van concentrar els seus esforços militars en la conquesta de l'Emirat de Gharnata, que es va rendir finalment el 2 de gener de 1492. Uns mesos més tard els Reis van acceptar el projecte proposat per Cristòfor Colom de navegar amb tres vaixells cap a Occident per "el Mar Oceà" per "descobrir i guanyar" certes "illes i terra ferma". L'expedició va partir del port de Palos de la Frontera a l'agost i va arribar a terres americanes a l'octubre. Després explorar les illes de Cuba i Hispaniola, els descobridors van tornar a Europa el març de 1493. Mentre que Martín Alonso Pinzón va arribar a les costes gallegues i va informar als Reis Catòlics, Colom va desembarcar a Lisboa i es va entrevistar amb Joan II de Portugal. Es va iniciar llavors una intensa negociació diplomàtica entre ambdues corones per determinar qui controlaria les terres descobertes.

## Les Butlles Alexandrines
L'11 agost 1492 va ser elegit nou Papa el cardenal de València Roderic Llançol i de Borja, que va passar a anomenar Alexandre VI. Aquest cardenal tenia una relació estreta amb Ferran II d'Aragó i Isabel I de Castella des 1472, quan com a legat papal a la Península va afavorir el seu reconeixement com a hereus al tron castellà, sobretot al facilitar-los la butlla papal de dispensa que va autoritzar el seu matrimoni tot i ser cosins segons. Ferran li havia correspost deixant acaparar càrrecs eclesiàstics en els seus dominis i atorgant favors als seus fills: ducat de Gandia per Pere-Lluís (1485), arquebisbat de València per Cèsar (1492) i la mà de Maria Enríquez de Luna, cosina del Rei, per Joan (1493).
Sota el terme "Butlles Alexandrina" s'inclouen els quatre documents següents, tots ells emesos per Alexandre VI el 1493 a favor de Ferran i Isabel:
1. Breu  Inter Caetera  del 3 de maig
2. Butlla menor Inter Caetera del 4 de maig
3. Butlla menor  Eximiae devotionis  del 3 de maig
4. Butlla  Dudum siquidem  del 26 de setembre

Es creu que les butlles van ser escrites en dates diferents del que indiquen les seves dates respectives. El breu  Inter Caetera  va haver de ser redactat i signat durant el mes d'abril de 1493, enviat a la península Ibèrica el 17 de maig i rebut una o dues setmanes després. Els Reis Catòlics varen enviar a finals de maig instruccions al seu ambaixador a Roma per aconseguir una butlla més favorable, la qual cosa va portar a l'emissió de la  butlla menor Inter Caetera  al juny. Aquesta butlla va arribar a Sevilla el 19 de juliol i els reis la reenviaren a Colom el 4 d'agost. La Eximiae devotionis va ser escrita al juliol i la Dudum siquidem al desembre.

## La línia de demarcació
La butlla Inter Caetera defineix els territoris lliurats a Castella i Lleó de la següent manera:
| «                                   | ... omnes insular et terras firmes inventes et inveniendas, detectes et detegendas versus occidentem et meridiem fabricant et constituendo unam lineam a pol Arctic scilicet septentrionals ad polum Antarcticum scilicet meridiem, sive terrenys ferma et insula s'inventi et inveniende sint versus Indiam aut versus aliam quancunque partem, que línia distet a qualibet Insularum, que vulgariter nuncupantur dels Açores et Caboverde, centum leucis versus occidentem et meridiem, ita quod omnes insula et terrenys ferma repertori et reperiende, detecti et detegende, a prefata línia versus occidentem et meridiem, per alium regem aut principem christianum non fuerint actualite Possessed usque ad diem nativitatis domini nostri Jhesu Christi proper preteritum a quo incipit annus presens millesimus quadringentesimus nonagesimus Tertius ... | » |
| — Text original (pres de Davenport) | |   |

| «                                                                     | ... totes les illes i terres fermes descobertes i per descobrir, trobades i per trobar, cap a l'occident i migdia, fent i constituint una línia des del pol àrtic, és a dir el septentrió, fins al pol antàrtic, o sigui el migdia, que estiguin tant en terra ferma com en illes descobertes i per descobrir cap a l'Índia o cap a una altra qualsevol lloc, la qual línia disti de qualsevol de les illes que s'anomenen vulgarment dels Açores i Cap Verd cent llegües cap a occident i el migdia, que d'altra rei o príncep cristià no estiguessin actualment posseïdes amb anterioritat al dia de Nadal del nostre senyor Jesucrist proper passat, en el qual comença el present any de 1493 ... | » |
| — Traducció al català a partir de la castellana de Gutiérrez Escudero | |   |

Els geògrafs que han tractat de situar exactament aquesta línia de demarcació s'han topat amb diversos problemes. En primer lloc, les illes Açores i les illes de Cap Verd no estan sobre el mateix meridià sinó que les seves illes més occidentals disten més de 3 graus de longitud i la diferència és encara més gran si s'interpreta que "Caboverde" fa referència al Cap Verd, situat a la costa africana. D'altra banda, no hi ha unanimitat sobre la mesura de la llegua utilitzada en la butlla. Una possible ubicació de la línia seria l'actual meridià 31° oest.
Una altra qüestió que ha suscitat controvèrsia és per què la butlla diu "cap a occident i al migdia", havent suggerit alguns historiadors que en realitat es pretenia traçar una línia trencada, combinació de meridià i paral·lel.